# Mediolan-San Remo 2025
Mediolan-San Remo 2025 – 116. edycja wyścigu kolarskiego Mediolan-San Remo, która odbyła się 22 marca 2025 na trasie o długości 289 kilometrów z Pawii do San Remo. Impreza kategorii 1.UWT był częścią UCI World Tour 2025.

## Uczestnicy

### Drużyny
| WorldTeams (18)- EF Education-EasyPost - Alpecin-Deceuninck - Arkéa-B&B Hotels - XDS Astana Team - Bahrain-Victorious - Cofidis - Decathlon AG2R La Mondiale Team - Groupama-FDJ - Ineos Grenadiers - Intermarché-Wanty - Lidl-Trek - Movistar Team - Red Bull-BORA-hansgrohe - Soudal Quick-Step - Team Picnic-PostNL - Team Jayco AlUla - Team Visma \| Lease a Bike - UAE Team Emirates XRG ProTeams (7)- Uno-X Mobility - Lotto - Q36.5 Pro Cycling Team - Israel-Premier Tech - Solution Tech-Vini Fantini - Tudor Pro Cycling Team - VF Group-Bardiani CSF-Faizanè |
| |

### Lista startowa
| Alpecin-Deceuninck ADC                                    | Alpecin-Deceuninck ADC     | Alpecin-Deceuninck ADC |
| --------------------------------------------------------- | -------------------------- | ---------------------- |
| Nr                                                        | Kolarz                     | Miejsce                |
| 1                                                         | Jasper Philipsen (BEL)     | 163.                   |
| 2                                                         | Silvan Dillier (SUI)       | DNF                    |
| 3                                                         | Kaden Groves (AUS)         | 5.                     |
| 4                                                         | Quinten Hermans (BEL)      | 45.                    |
| 5                                                         | Xandro Meurisse (BEL)      | 140.                   |
| 6                                                         | Oscar Riesebeek (NED)      | 167.                   |
| 7                                                         | Mathieu van der Poel (NED) | 1.                     |
| Dyrektor sportowy : Christoph Roodhooft, Frederik Willems |                            |                        |

| Arkéa-B&B Hotels ARK                                 | Arkéa-B&B Hotels ARK     | Arkéa-B&B Hotels ARK |
| ---------------------------------------------------- | ------------------------ | -------------------- |
| Nr                                                   | Kolarz                   | Miejsce              |
| 11                                                   | Kévin Vauquelin (FRA)    | 41.                  |
| 12                                                   | Anthony Delaplace (FRA)  | 75.                  |
| 13                                                   | Raúl García Pierna (ESP) | 82.                  |
| 14                                                   | Thibault Guernalec (FRA) | 70.                  |
| 15                                                   | Victor Guernalec (FRA)   | 104.                 |
| 16                                                   | Mathis Le Berre (FRA)    | 158.                 |
| 17                                                   | Alessandro Verre (ITA)   | 160.                 |
| Dyrektor sportowy : Sébastien Hinault, Yvon Ledanois |                          |                      |

| Bahrain Victorious TBV                                 | Bahrain Victorious TBV  | Bahrain Victorious TBV |
| ------------------------------------------------------ | ----------------------- | ---------------------- |
| Nr                                                     | Kolarz                  | Miejsce                |
| 21                                                     | Matej Mohorič (SLO)     | 100.                   |
| 22                                                     | Damiano Caruso (ITA)    | 80.                    |
| 23                                                     | Kamil Gradek (POL)      | 123.                   |
| 24                                                     | Andrea Pasqualon (ITA)  | 108.                   |
| 25                                                     | Robert Stannard (AUS)   | 50.                    |
| 26                                                     | Fred Wright (GBR)       | 10.                    |
| 27                                                     | Edoardo Zambanini (ITA) | 18.                    |
| Dyrektor sportowy : Franco Pellizotti, Sonny Colbrelli |                         |                        |

| Cofidis COF                                           | Cofidis COF                 | Cofidis COF |
| ----------------------------------------------------- | --------------------------- | ----------- |
| Nr                                                    | Kolarz                      | Miejsce     |
| 31                                                    | Alex Aranburu (ESP) (szosa) | 15.         |
| 32                                                    | Jonathan Lastra (ESP)       | 73.         |
| 33                                                    | Jan Maas (NED)              | 118.        |
| 34                                                    | Nolann Mahoudo (FRA)        | 121.        |
| 35                                                    | Paul Ourselin (FRA)         | 116.        |
| 36                                                    | Sergio Samitier (ESP)       | 125.        |
| 37                                                    | Damien Touzé (FRA)          | 164.        |
| Dyrektor sportowy : Roberto Damiani, Bingen Fernández |                             |             |

| Decathlon-AG2R La Mondiale DAT                       | Decathlon-AG2R La Mondiale DAT | Decathlon-AG2R La Mondiale DAT |
| ---------------------------------------------------- | ------------------------------ | ------------------------------ |
| Nr                                                   | Kolarz                         | Miejsce                        |
| 41                                                   | Oliver Naesen (BEL)            | 78.                            |
| 42                                                   | Bastien Tronchon (FRA)         | 151.                           |
| 43                                                   | Sander De Pestel (BEL)         | 95.                            |
| 44                                                   | Pierre Gautherat (FRA)         | 52.                            |
| 45                                                   | Tord Gudmestad (NOR)           | 54.                            |
| 46                                                   | Victor Lafay (FRA)             | 34.                            |
| 47                                                   | Aurélien Paret-Peintre (FRA)   | 150.                           |
| Dyrektor sportowy : Nicolas Guillé, Artūras Kasputis |                                |                                |

| EF Education-EasyPost EFE                           | EF Education-EasyPost EFE   | EF Education-EasyPost EFE |
| --------------------------------------------------- | --------------------------- | ------------------------- |
| Nr                                                  | Kolarz                      | Miejsce                   |
| 51                                                  | Neilson Powless (USA)       | 37.                       |
| 52                                                  | Vincenzo Albanese (ITA)     | 27.                       |
| 53                                                  | Mikkel Frølich Honoré (DEN) | 17.                       |
| 54                                                  | Alastair MacKellar (AUS)    | 154.                      |
| 55                                                  | Madis Mihkels (EST)         | 66.                       |
| 56                                                  | Harry Sweeny (AUS)          | 89.                       |
| 57                                                  | Max Walker (GBR)            | 128.                      |
| Dyrektor sportowy : Andreas Klier, Charles Wegelius |                             |                           |

| Groupama-FDJ GFC                     | Groupama-FDJ GFC            | Groupama-FDJ GFC |
| ------------------------------------ | --------------------------- | ---------------- |
| Nr                                   | Kolarz                      | Miejsce          |
| 61                                   | Romain Grégoire (FRA)       | 30.              |
| 62                                   | Lewis Askey (GBR)           | 137.             |
| 63                                   | Sven Erik Bystrøm (NOR)     | 94.              |
| 64                                   | Kevin Geniets (LUX) (szosa) | 86.              |
| 65                                   | Thibaud Gruel (FRA)         | 97.              |
| 66                                   | Quentin Pacher (FRA)        | 29.              |
| 67                                   | Clément Russo (FRA)         | 136.             |
| Dyrektor sportowy : Philippe Mauduit |                             |                  |

| Ineos Grenadiers IGD               | Ineos Grenadiers IGD | Ineos Grenadiers IGD |
| ---------------------------------- | -------------------- | -------------------- |
| Nr                                 | Kolarz               | Miejsce              |
| 71                                 | Filippo Ganna (ITA)  | 2.                   |
| 72                                 | Tobias Foss (NOR)    | 43.                  |
| 73                                 | Axel Laurance (FRA)  | 44.                  |
| 74                                 | Ben Swift (GBR)      | 130.                 |
| 75                                 | Connor Swift (GBR)   | 132.                 |
| 76                                 | Geraint Thomas (GBR) | 110.                 |
| 77                                 | Ben Turner (GBR)     | 157.                 |
| Dyrektor sportowy : Oliver Cookson |                      |                      |

| Intermarché-Wanty IWA                          | Intermarché-Wanty IWA    | Intermarché-Wanty IWA |
| ---------------------------------------------- | ------------------------ | --------------------- |
| Nr                                             | Kolarz                   | Miejsce               |
| 81                                             | Biniam Girmay (ERI)      | 14.                   |
| 82                                             | Francesco Busatto (ITA)  | 58.                   |
| 83                                             | Tom Paquot (BEL)         | 166.                  |
| 84                                             | Laurenz Rex (BEL)        | 162.                  |
| 85                                             | Jonas Rutsch (GER)       | 38.                   |
| 86                                             | Luca Van Boven (BEL)     | 53.                   |
| 87                                             | Taco van der Hoorn (NED) | 139.                  |
| Dyrektor sportowy : Bart Wellens, Aike Visbeek |                          |                       |

| Israel-Premier Tech IPT                          | Israel-Premier Tech IPT | Israel-Premier Tech IPT |
| ------------------------------------------------ | ----------------------- | ----------------------- |
| Nr                                               | Kolarz                  | Miejsce                 |
| 91                                               | Simon Clarke (AUS)      | DNS                     |
| 92                                               | Pier-André Côté (CAN)   | 98.                     |
| 93                                               | Marco Frigo (ITA)       | 112.                    |
| 94                                               | Jakob Fuglsang (DEN)    | 83.                     |
| 95                                               | Matis Louvel (FRA)      | 51.                     |
| 96                                               | Jake Stewart (GBR)      | 92.                     |
| 97                                               | Corbin Strong (NZL)     | 12.                     |
| Dyrektor sportowy : Sam Bewley, Francesco Frassi |                         |                         |

| Lidl-Trek LTK                                   | Lidl-Trek LTK        | Lidl-Trek LTK |
| ----------------------------------------------- | -------------------- | ------------- |
| Nr                                              | Kolarz               | Miejsce       |
| 101                                             | Jasper Stuyven (BEL) | 23.           |
| 102                                             | Giulio Ciccone (ITA) | 47.           |
| 103                                             | Andrea Bagioli (ITA) | 119.          |
| 104                                             | Alex Kirsch (LUX)    | 46.           |
| 105                                             | Jonathan Milan (ITA) | 81.           |
| 106                                             | Jacopo Mosca (ITA)   | 120.          |
| 107                                             | Mads Pedersen (DEN)  | 7.            |
| Dyrektor sportowy : Kim Andersen, Adriano Baffi |                      |               |

| Lotto LTD                                            | Lotto LTD                  | Lotto LTD |
| ---------------------------------------------------- | -------------------------- | --------- |
| Nr                                                   | Kolarz                     | Miejsce   |
| 111                                                  | Jenno Berckmoes (BEL)      | 60.       |
| 112                                                  | Cédric Beullens (BEL)      | DNS       |
| 113                                                  | Jarrad Drizners (AUS)      | 149.      |
| 114                                                  | Joshua Giddings (GBR)      | 148.      |
| 115                                                  | Sébastien Grignard (BEL)   | 103.      |
| 116                                                  | Arjen Livyns (BEL)         | 25.       |
| 117                                                  | Baptiste Veistroffer (FRA) | 114.      |
| Dyrektor sportowy : Nikolas Maes, Kurt Van De Wouwer |                            |           |

| Movistar Team MOV                       | Movistar Team MOV         | Movistar Team MOV |
| --------------------------------------- | ------------------------- | ----------------- |
| Nr                                      | Kolarz                    | Miejsce           |
| 121                                     | Iván García Cortina (ESP) | 21.               |
| 122                                     | Orluis Aular (VEN)        | 28.               |
| 123                                     | Jon Barrenetxea (ESP)     | 20.               |
| 124                                     | Carlos Canal (ESP)        | 31.               |
| 125                                     | Lorenzo Milesi (ITA)      | 65.               |
| 126                                     | Gonzalo Serrano (ESP)     | 62.               |
| 127                                     | Manlio Moro (ITA)         | 142.              |
| Dyrektor sportowy : Maximilian Sciandri |                           |                   |

| Q36.5 Pro Cycling Team Q36                                  | Q36.5 Pro Cycling Team Q36  | Q36.5 Pro Cycling Team Q36 |
| ----------------------------------------------------------- | --------------------------- | -------------------------- |
| Nr                                                          | Kolarz                      | Miejsce                    |
| 131                                                         | Thomas Pidcock (GBR)        | 40.                        |
| 132                                                         | Xabier Azparren (ESP)       | 144.                       |
| 133                                                         | Fabio Christen (SUI)        | 63.                        |
| 134                                                         | Mark Donovan (GBR)          | 105.                       |
| 135                                                         | Emīls Liepiņš (LAT) (szosa) | 126.                       |
| 136                                                         | Milan Vader (NED)           | 96.                        |
| 137                                                         | Nickolas Zukowsky (CAN)     | 71.                        |
| Dyrektor sportowy : Gabriele Missaglia, Alexandre Sans Vega |                             |                            |

| Red Bull-Bora-Hansgrohe RBH                           | Red Bull-Bora-Hansgrohe RBH | Red Bull-Bora-Hansgrohe RBH |
| ----------------------------------------------------- | --------------------------- | --------------------------- |
| Nr                                                    | Kolarz                      | Miejsce                     |
| 141                                                   | Maxim Van Gils (BEL)        | 19.                         |
| 142                                                   | Roger Adrià (ESP)           | 24.                         |
| 143                                                   | Filip Maciejuk (POL)        | 159.                        |
| 144                                                   | Gianni Moscon (ITA)         | 99.                         |
| 145                                                   | Ryan Mullen (IRL)           | 156.                        |
| 146                                                   | Laurence Pithie (NZL)       | 48.                         |
| 147                                                   | Danny van Poppel (NED)      | 141.                        |
| Dyrektor sportowy : Bernhard Eisel, Enrico Gasparotto |                             |                             |

| Team Solution Tech-Vini Fantini TFT | Team Solution Tech-Vini Fantini TFT | Team Solution Tech-Vini Fantini TFT |
| ----------------------------------- | ----------------------------------- | ----------------------------------- |
| Nr                                  | Kolarz                              | Miejsce                             |
| 151                                 | Kristian Sbaragli (ITA)             | 138.                                |
| 152                                 | Felix James Meo (NZL)               | 168.                                |
| 153                                 | Roberto González (PAN)              | 102.                                |
| 154                                 | Tommaso Nencini (ITA)               | DNF                                 |
| 155                                 | Dušan Rajović (SRB)                 | 61.                                 |
| 156                                 | Mark Stewart (GBR)                  | 152.                                |
| 157                                 | Kyryło Carenko (UKR)                | 79.                                 |
| Dyrektor sportowy : Serge Parsani   |                                     |                                     |

| Soudal Quick-Step SOQ                                | Soudal Quick-Step SOQ       | Soudal Quick-Step SOQ |
| ---------------------------------------------------- | --------------------------- | --------------------- |
| Nr                                                   | Kolarz                      | Miejsce               |
| 161                                                  | Maximilian Schachmann (GER) | 33.                   |
| 162                                                  | Ayco Bastiaens (BEL)        | 147.                  |
| 163                                                  | Mattia Cattaneo (ITA)       | 88.                   |
| 164                                                  | Josef Černý (CZE)           | 129.                  |
| 165                                                  | Casper Pedersen (DEN)       | 26.                   |
| 166                                                  | Pepijn Reinderink (NED)     | 107.                  |
| 167                                                  | Martin Svrček (SVK)         | DNF                   |
| Dyrektor sportowy : Davide Bramati, Wilfried Peeters |                             |                       |

| Team Jayco AlUla JAY                            | Team Jayco AlUla JAY       | Team Jayco AlUla JAY |
| ----------------------------------------------- | -------------------------- | -------------------- |
| Nr                                              | Kolarz                     | Miejsce              |
| 171                                             | Michael Matthews (AUS)     | 4.                   |
| 172                                             | Davide De Pretto (ITA)     | 74.                  |
| 173                                             | Felix Engelhardt (GER)     | 153.                 |
| 174                                             | Patrick Gamper (AUT)       | 155.                 |
| 175                                             | Mauro Schmid (SUI) (szosa) | 32.                  |
| 176                                             | Jasha Sütterlin (GER)      | 115.                 |
| 177                                             | Filippo Zana (ITA)         | 49.                  |
| Dyrektor sportowy : Mathew Hayman, Valerio Piva |                            |                      |

| Team Picnic-PostNL TPP              | Team Picnic-PostNL TPP | Team Picnic-PostNL TPP |
| ----------------------------------- | ---------------------- | ---------------------- |
| Nr                                  | Kolarz                 | Miejsce                |
| 181                                 | John Degenkolb (GER)   | 64.                    |
| 182                                 | Warren Barguil (FRA)   | 84.                    |
| 183                                 | Romain Combaud (FRA)   | 131.                   |
| 184                                 | Sean Flynn (GBR)       | 93.                    |
| 185                                 | Chris Hamilton (AUS)   | 91.                    |
| 186                                 | Bjoern Koerdt (GBR)    | 90.                    |
| 187                                 | Kevin Vermaerke (USA)  | 76.                    |
| Dyrektor sportowy : Matthew Winston |                        |                        |

| Team Visma \| Lease a Bike TVL                   | Team Visma \| Lease a Bike TVL | Team Visma \| Lease a Bike TVL |
| ------------------------------------------------ | ------------------------------ | ------------------------------ |
| Nr                                               | Kolarz                         | Miejsce                        |
| 191                                              | Olav Kooij (NED)               | 8.                             |
| 192                                              | Victor Campenaerts (BEL)       | 87.                            |
| 193                                              | Daniel McLay (GBR)             | 146.                           |
| 194                                              | Ben Tulett (GBR)               | 16.                            |
| 195                                              | Attila Valter (HUN) (szosa)    | 35.                            |
| 196                                              | Tosh Van der Sande (BEL)       | 145.                           |
| 197                                              | Axel Zingle (FRA)              | 109.                           |
| Dyrektor sportowy : Addy Engels, Maarten Wynants |                                |                                |

| Tudor Pro Cycling Team TUD                        | Tudor Pro Cycling Team TUD  | Tudor Pro Cycling Team TUD |
| ------------------------------------------------- | --------------------------- | -------------------------- |
| Nr                                                | Kolarz                      | Miejsce                    |
| 201                                               | Julian Alaphilippe (FRA)    | 42.                        |
| 202                                               | Marco Brenner (GER) (szosa) | 127.                       |
| 203                                               | Marco Haller (AUT)          | 72.                        |
| 204                                               | Alexander Krieger (GER)     | 165.                       |
| 205                                               | Fabian Lienhard (SUI)       | 133.                       |
| 206                                               | Rick Pluimers (NED)         | 36.                        |
| 207                                               | Matteo Trentin (ITA)        | 9.                         |
| Dyrektor sportowy : Matteo Tosatto, Claudio Cozzi |                             |                            |

| UAE Team Emirates XRG UAD                          | UAE Team Emirates XRG UAD      | UAE Team Emirates XRG UAD |
| -------------------------------------------------- | ------------------------------ | ------------------------- |
| Nr                                                 | Kolarz                         | Miejsce                   |
| 211                                                | Tadej Pogačar (SLO) (szosa)    | 3.                        |
| 212                                                | Isaac Del Toro (MEX)           | 13.                       |
| 213                                                | Vegard Stake Laengen (NOR)     | 169.                      |
| 214                                                | Jhonatan Narváez (ECU) (szosa) | 85.                       |
| 215                                                | Domen Novak (SLO) (szosa)      | DNF                       |
| 216                                                | Nils Politt (GER)              | 134.                      |
| 217                                                | Tim Wellens (BEL)              | 106.                      |
| Dyrektor sportowy : Andrej Hauptman, Marco Marzano |                                |                           |

| Uno-X Mobility UXM                | Uno-X Mobility UXM               | Uno-X Mobility UXM |
| --------------------------------- | -------------------------------- | ------------------ |
| Nr                                | Kolarz                           | Miejsce            |
| 221                               | Magnus Cort Nielsen (DEN)        | 6.                 |
| 222                               | Jonas Abrahamsen (NOR)           | 135.               |
| 223                               | Fredrik Dversnes (NOR)           | 56.                |
| 224                               | Markus Hoelgaard (NOR) (szosa)   | 59.                |
| 225                               | Anders Halland Johannessen (NOR) | 117.               |
| 226                               | Tobias Halland Johannessen (NOR) | 39.                |
| 227                               | Anders Skaarseth (NOR)           | 122.               |
| Dyrektor sportowy : Gabriel Rasch |                                  |                    |

| VF Group-Bardiani CSF-Faizanè VBF                        | VF Group-Bardiani CSF-Faizanè VBF | VF Group-Bardiani CSF-Faizanè VBF |
| -------------------------------------------------------- | --------------------------------- | --------------------------------- |
| Nr                                                       | Kolarz                            | Miejsce                           |
| 231                                                      | Filippo Fiorelli (ITA)            | 69.                               |
| 232                                                      | Martin Marcellusi (ITA)           | 124.                              |
| 233                                                      | Alessio Martinelli (ITA)          | 113.                              |
| 234                                                      | Luca Paletti (ITA)                | 111.                              |
| 235                                                      | Vicente Rojas (CHI)               | 77.                               |
| 236                                                      | Manuele Tarozzi (ITA)             | 101.                              |
| 237                                                      | Filippo Turconi (ITA)             | 161.                              |
| Dyrektor sportowy : Alessandro Donati, Roberto Reverberi |                                   |                                   |

| XDS Astana Team XAT                                   | XDS Astana Team XAT           | XDS Astana Team XAT |
| ----------------------------------------------------- | ----------------------------- | ------------------- |
| Nr                                                    | Kolarz                        | Miejsce             |
| 241                                                   | Alberto Bettiol (ITA) (szosa) | 57.                 |
| 242                                                   | Davide Ballerini (ITA)        | 55.                 |
| 243                                                   | Jewgienij Fiodorow (KAZ)      | 68.                 |
| 244                                                   | Mike Teunissen (NED)          | 11.                 |
| 245                                                   | Diego Ulissi (ITA)            | 67.                 |
| 246                                                   | Simone Velasco (ITA)          | 22.                 |
| 247                                                   | Nicolas Winokurow (KAZ)       | 143.                |
| Dyrektor sportowy : Aleksandr Szefier, Stefano Zanini |                               |                     |

| Alpecin-Deceuninck ADC                                    | Alpecin-Deceuninck ADC     | Alpecin-Deceuninck ADC |
| --------------------------------------------------------- | -------------------------- | ---------------------- |
| Nr                                                        | Kolarz                     | Miejsce                |
| 1                                                         | Jasper Philipsen (BEL)     | 163.                   |
| 2                                                         | Silvan Dillier (SUI)       | DNF                    |
| 3                                                         | Kaden Groves (AUS)         | 5.                     |
| 4                                                         | Quinten Hermans (BEL)      | 45.                    |
| 5                                                         | Xandro Meurisse (BEL)      | 140.                   |
| 6                                                         | Oscar Riesebeek (NED)      | 167.                   |
| 7                                                         | Mathieu van der Poel (NED) | 1.                     |
| Dyrektor sportowy : Christoph Roodhooft, Frederik Willems |                            |                        |

| Arkéa-B&B Hotels ARK                                 | Arkéa-B&B Hotels ARK     | Arkéa-B&B Hotels ARK |
| ---------------------------------------------------- | ------------------------ | -------------------- |
| Nr                                                   | Kolarz                   | Miejsce              |
| 11                                                   | Kévin Vauquelin (FRA)    | 41.                  |
| 12                                                   | Anthony Delaplace (FRA)  | 75.                  |
| 13                                                   | Raúl García Pierna (ESP) | 82.                  |
| 14                                                   | Thibault Guernalec (FRA) | 70.                  |
| 15                                                   | Victor Guernalec (FRA)   | 104.                 |
| 16                                                   | Mathis Le Berre (FRA)    | 158.                 |
| 17                                                   | Alessandro Verre (ITA)   | 160.                 |
| Dyrektor sportowy : Sébastien Hinault, Yvon Ledanois |                          |                      |

| Bahrain Victorious TBV                                 | Bahrain Victorious TBV  | Bahrain Victorious TBV |
| ------------------------------------------------------ | ----------------------- | ---------------------- |
| Nr                                                     | Kolarz                  | Miejsce                |
| 21                                                     | Matej Mohorič (SLO)     | 100.                   |
| 22                                                     | Damiano Caruso (ITA)    | 80.                    |
| 23                                                     | Kamil Gradek (POL)      | 123.                   |
| 24                                                     | Andrea Pasqualon (ITA)  | 108.                   |
| 25                                                     | Robert Stannard (AUS)   | 50.                    |
| 26                                                     | Fred Wright (GBR)       | 10.                    |
| 27                                                     | Edoardo Zambanini (ITA) | 18.                    |
| Dyrektor sportowy : Franco Pellizotti, Sonny Colbrelli |                         |                        |

| Cofidis COF                                           | Cofidis COF                 | Cofidis COF |
| ----------------------------------------------------- | --------------------------- | ----------- |
| Nr                                                    | Kolarz                      | Miejsce     |
| 31                                                    | Alex Aranburu (ESP) (szosa) | 15.         |
| 32                                                    | Jonathan Lastra (ESP)       | 73.         |
| 33                                                    | Jan Maas (NED)              | 118.        |
| 34                                                    | Nolann Mahoudo (FRA)        | 121.        |
| 35                                                    | Paul Ourselin (FRA)         | 116.        |
| 36                                                    | Sergio Samitier (ESP)       | 125.        |
| 37                                                    | Damien Touzé (FRA)          | 164.        |
| Dyrektor sportowy : Roberto Damiani, Bingen Fernández |                             |             |

| Decathlon-AG2R La Mondiale DAT                       | Decathlon-AG2R La Mondiale DAT | Decathlon-AG2R La Mondiale DAT |
| ---------------------------------------------------- | ------------------------------ | ------------------------------ |
| Nr                                                   | Kolarz                         | Miejsce                        |
| 41                                                   | Oliver Naesen (BEL)            | 78.                            |
| 42                                                   | Bastien Tronchon (FRA)         | 151.                           |
| 43                                                   | Sander De Pestel (BEL)         | 95.                            |
| 44                                                   | Pierre Gautherat (FRA)         | 52.                            |
| 45                                                   | Tord Gudmestad (NOR)           | 54.                            |
| 46                                                   | Victor Lafay (FRA)             | 34.                            |
| 47                                                   | Aurélien Paret-Peintre (FRA)   | 150.                           |
| Dyrektor sportowy : Nicolas Guillé, Artūras Kasputis |                                |                                |

| EF Education-EasyPost EFE                           | EF Education-EasyPost EFE   | EF Education-EasyPost EFE |
| --------------------------------------------------- | --------------------------- | ------------------------- |
| Nr                                                  | Kolarz                      | Miejsce                   |
| 51                                                  | Neilson Powless (USA)       | 37.                       |
| 52                                                  | Vincenzo Albanese (ITA)     | 27.                       |
| 53                                                  | Mikkel Frølich Honoré (DEN) | 17.                       |
| 54                                                  | Alastair MacKellar (AUS)    | 154.                      |
| 55                                                  | Madis Mihkels (EST)         | 66.                       |
| 56                                                  | Harry Sweeny (AUS)          | 89.                       |
| 57                                                  | Max Walker (GBR)            | 128.                      |
| Dyrektor sportowy : Andreas Klier, Charles Wegelius |                             |                           |

| Groupama-FDJ GFC                     | Groupama-FDJ GFC            | Groupama-FDJ GFC |
| ------------------------------------ | --------------------------- | ---------------- |
| Nr                                   | Kolarz                      | Miejsce          |
| 61                                   | Romain Grégoire (FRA)       | 30.              |
| 62                                   | Lewis Askey (GBR)           | 137.             |
| 63                                   | Sven Erik Bystrøm (NOR)     | 94.              |
| 64                                   | Kevin Geniets (LUX) (szosa) | 86.              |
| 65                                   | Thibaud Gruel (FRA)         | 97.              |
| 66                                   | Quentin Pacher (FRA)        | 29.              |
| 67                                   | Clément Russo (FRA)         | 136.             |
| Dyrektor sportowy : Philippe Mauduit |                             |                  |

| Ineos Grenadiers IGD               | Ineos Grenadiers IGD | Ineos Grenadiers IGD |
| ---------------------------------- | -------------------- | -------------------- |
| Nr                                 | Kolarz               | Miejsce              |
| 71                                 | Filippo Ganna (ITA)  | 2.                   |
| 72                                 | Tobias Foss (NOR)    | 43.                  |
| 73                                 | Axel Laurance (FRA)  | 44.                  |
| 74                                 | Ben Swift (GBR)      | 130.                 |
| 75                                 | Connor Swift (GBR)   | 132.                 |
| 76                                 | Geraint Thomas (GBR) | 110.                 |
| 77                                 | Ben Turner (GBR)     | 157.                 |
| Dyrektor sportowy : Oliver Cookson |                      |                      |

| Intermarché-Wanty IWA                          | Intermarché-Wanty IWA    | Intermarché-Wanty IWA |
| ---------------------------------------------- | ------------------------ | --------------------- |
| Nr                                             | Kolarz                   | Miejsce               |
| 81                                             | Biniam Girmay (ERI)      | 14.                   |
| 82                                             | Francesco Busatto (ITA)  | 58.                   |
| 83                                             | Tom Paquot (BEL)         | 166.                  |
| 84                                             | Laurenz Rex (BEL)        | 162.                  |
| 85                                             | Jonas Rutsch (GER)       | 38.                   |
| 86                                             | Luca Van Boven (BEL)     | 53.                   |
| 87                                             | Taco van der Hoorn (NED) | 139.                  |
| Dyrektor sportowy : Bart Wellens, Aike Visbeek |                          |                       |

| Israel-Premier Tech IPT                          | Israel-Premier Tech IPT | Israel-Premier Tech IPT |
| ------------------------------------------------ | ----------------------- | ----------------------- |
| Nr                                               | Kolarz                  | Miejsce                 |
| 91                                               | Simon Clarke (AUS)      | DNS                     |
| 92                                               | Pier-André Côté (CAN)   | 98.                     |
| 93                                               | Marco Frigo (ITA)       | 112.                    |
| 94                                               | Jakob Fuglsang (DEN)    | 83.                     |
| 95                                               | Matis Louvel (FRA)      | 51.                     |
| 96                                               | Jake Stewart (GBR)      | 92.                     |
| 97                                               | Corbin Strong (NZL)     | 12.                     |
| Dyrektor sportowy : Sam Bewley, Francesco Frassi |                         |                         |

| Lidl-Trek LTK                                   | Lidl-Trek LTK        | Lidl-Trek LTK |
| ----------------------------------------------- | -------------------- | ------------- |
| Nr                                              | Kolarz               | Miejsce       |
| 101                                             | Jasper Stuyven (BEL) | 23.           |
| 102                                             | Giulio Ciccone (ITA) | 47.           |
| 103                                             | Andrea Bagioli (ITA) | 119.          |
| 104                                             | Alex Kirsch (LUX)    | 46.           |
| 105                                             | Jonathan Milan (ITA) | 81.           |
| 106                                             | Jacopo Mosca (ITA)   | 120.          |
| 107                                             | Mads Pedersen (DEN)  | 7.            |
| Dyrektor sportowy : Kim Andersen, Adriano Baffi |                      |               |

| Lotto LTD                                            | Lotto LTD                  | Lotto LTD |
| ---------------------------------------------------- | -------------------------- | --------- |
| Nr                                                   | Kolarz                     | Miejsce   |
| 111                                                  | Jenno Berckmoes (BEL)      | 60.       |
| 112                                                  | Cédric Beullens (BEL)      | DNS       |
| 113                                                  | Jarrad Drizners (AUS)      | 149.      |
| 114                                                  | Joshua Giddings (GBR)      | 148.      |
| 115                                                  | Sébastien Grignard (BEL)   | 103.      |
| 116                                                  | Arjen Livyns (BEL)         | 25.       |
| 117                                                  | Baptiste Veistroffer (FRA) | 114.      |
| Dyrektor sportowy : Nikolas Maes, Kurt Van De Wouwer |                            |           |

| Movistar Team MOV                       | Movistar Team MOV         | Movistar Team MOV |
| --------------------------------------- | ------------------------- | ----------------- |
| Nr                                      | Kolarz                    | Miejsce           |
| 121                                     | Iván García Cortina (ESP) | 21.               |
| 122                                     | Orluis Aular (VEN)        | 28.               |
| 123                                     | Jon Barrenetxea (ESP)     | 20.               |
| 124                                     | Carlos Canal (ESP)        | 31.               |
| 125                                     | Lorenzo Milesi (ITA)      | 65.               |
| 126                                     | Gonzalo Serrano (ESP)     | 62.               |
| 127                                     | Manlio Moro (ITA)         | 142.              |
| Dyrektor sportowy : Maximilian Sciandri |                           |                   |

| Q36.5 Pro Cycling Team Q36                                  | Q36.5 Pro Cycling Team Q36  | Q36.5 Pro Cycling Team Q36 |
| ----------------------------------------------------------- | --------------------------- | -------------------------- |
| Nr                                                          | Kolarz                      | Miejsce                    |
| 131                                                         | Thomas Pidcock (GBR)        | 40.                        |
| 132                                                         | Xabier Azparren (ESP)       | 144.                       |
| 133                                                         | Fabio Christen (SUI)        | 63.                        |
| 134                                                         | Mark Donovan (GBR)          | 105.                       |
| 135                                                         | Emīls Liepiņš (LAT) (szosa) | 126.                       |
| 136                                                         | Milan Vader (NED)           | 96.                        |
| 137                                                         | Nickolas Zukowsky (CAN)     | 71.                        |
| Dyrektor sportowy : Gabriele Missaglia, Alexandre Sans Vega |                             |                            |

| Red Bull-Bora-Hansgrohe RBH                           | Red Bull-Bora-Hansgrohe RBH | Red Bull-Bora-Hansgrohe RBH |
| ----------------------------------------------------- | --------------------------- | --------------------------- |
| Nr                                                    | Kolarz                      | Miejsce                     |
| 141                                                   | Maxim Van Gils (BEL)        | 19.                         |
| 142                                                   | Roger Adrià (ESP)           | 24.                         |
| 143                                                   | Filip Maciejuk (POL)        | 159.                        |
| 144                                                   | Gianni Moscon (ITA)         | 99.                         |
| 145                                                   | Ryan Mullen (IRL)           | 156.                        |
| 146                                                   | Laurence Pithie (NZL)       | 48.                         |
| 147                                                   | Danny van Poppel (NED)      | 141.                        |
| Dyrektor sportowy : Bernhard Eisel, Enrico Gasparotto |                             |                             |

| Team Solution Tech-Vini Fantini TFT | Team Solution Tech-Vini Fantini TFT | Team Solution Tech-Vini Fantini TFT |
| ----------------------------------- | ----------------------------------- | ----------------------------------- |
| Nr                                  | Kolarz                              | Miejsce                             |
| 151                                 | Kristian Sbaragli (ITA)             | 138.                                |
| 152                                 | Felix James Meo (NZL)               | 168.                                |
| 153                                 | Roberto González (PAN)              | 102.                                |
| 154                                 | Tommaso Nencini (ITA)               | DNF                                 |
| 155                                 | Dušan Rajović (SRB)                 | 61.                                 |
| 156                                 | Mark Stewart (GBR)                  | 152.                                |
| 157                                 | Kyryło Carenko (UKR)                | 79.                                 |
| Dyrektor sportowy : Serge Parsani   |                                     |                                     |

| Soudal Quick-Step SOQ                                | Soudal Quick-Step SOQ       | Soudal Quick-Step SOQ |
| ---------------------------------------------------- | --------------------------- | --------------------- |
| Nr                                                   | Kolarz                      | Miejsce               |
| 161                                                  | Maximilian Schachmann (GER) | 33.                   |
| 162                                                  | Ayco Bastiaens (BEL)        | 147.                  |
| 163                                                  | Mattia Cattaneo (ITA)       | 88.                   |
| 164                                                  | Josef Černý (CZE)           | 129.                  |
| 165                                                  | Casper Pedersen (DEN)       | 26.                   |
| 166                                                  | Pepijn Reinderink (NED)     | 107.                  |
| 167                                                  | Martin Svrček (SVK)         | DNF                   |
| Dyrektor sportowy : Davide Bramati, Wilfried Peeters |                             |                       |

| Team Jayco AlUla JAY                            | Team Jayco AlUla JAY       | Team Jayco AlUla JAY |
| ----------------------------------------------- | -------------------------- | -------------------- |
| Nr                                              | Kolarz                     | Miejsce              |
| 171                                             | Michael Matthews (AUS)     | 4.                   |
| 172                                             | Davide De Pretto (ITA)     | 74.                  |
| 173                                             | Felix Engelhardt (GER)     | 153.                 |
| 174                                             | Patrick Gamper (AUT)       | 155.                 |
| 175                                             | Mauro Schmid (SUI) (szosa) | 32.                  |
| 176                                             | Jasha Sütterlin (GER)      | 115.                 |
| 177                                             | Filippo Zana (ITA)         | 49.                  |
| Dyrektor sportowy : Mathew Hayman, Valerio Piva |                            |                      |

| Team Picnic-PostNL TPP              | Team Picnic-PostNL TPP | Team Picnic-PostNL TPP |
| ----------------------------------- | ---------------------- | ---------------------- |
| Nr                                  | Kolarz                 | Miejsce                |
| 181                                 | John Degenkolb (GER)   | 64.                    |
| 182                                 | Warren Barguil (FRA)   | 84.                    |
| 183                                 | Romain Combaud (FRA)   | 131.                   |
| 184                                 | Sean Flynn (GBR)       | 93.                    |
| 185                                 | Chris Hamilton (AUS)   | 91.                    |
| 186                                 | Bjoern Koerdt (GBR)    | 90.                    |
| 187                                 | Kevin Vermaerke (USA)  | 76.                    |
| Dyrektor sportowy : Matthew Winston |                        |                        |

| Team Visma \| Lease a Bike TVL                   | Team Visma \| Lease a Bike TVL | Team Visma \| Lease a Bike TVL |
| ------------------------------------------------ | ------------------------------ | ------------------------------ |
| Nr                                               | Kolarz                         | Miejsce                        |
| 191                                              | Olav Kooij (NED)               | 8.                             |
| 192                                              | Victor Campenaerts (BEL)       | 87.                            |
| 193                                              | Daniel McLay (GBR)             | 146.                           |
| 194                                              | Ben Tulett (GBR)               | 16.                            |
| 195                                              | Attila Valter (HUN) (szosa)    | 35.                            |
| 196                                              | Tosh Van der Sande (BEL)       | 145.                           |
| 197                                              | Axel Zingle (FRA)              | 109.                           |
| Dyrektor sportowy : Addy Engels, Maarten Wynants |                                |                                |

| Tudor Pro Cycling Team TUD                        | Tudor Pro Cycling Team TUD  | Tudor Pro Cycling Team TUD |
| ------------------------------------------------- | --------------------------- | -------------------------- |
| Nr                                                | Kolarz                      | Miejsce                    |
| 201                                               | Julian Alaphilippe (FRA)    | 42.                        |
| 202                                               | Marco Brenner (GER) (szosa) | 127.                       |
| 203                                               | Marco Haller (AUT)          | 72.                        |
| 204                                               | Alexander Krieger (GER)     | 165.                       |
| 205                                               | Fabian Lienhard (SUI)       | 133.                       |
| 206                                               | Rick Pluimers (NED)         | 36.                        |
| 207                                               | Matteo Trentin (ITA)        | 9.                         |
| Dyrektor sportowy : Matteo Tosatto, Claudio Cozzi |                             |                            |

| UAE Team Emirates XRG UAD                          | UAE Team Emirates XRG UAD      | UAE Team Emirates XRG UAD |
| -------------------------------------------------- | ------------------------------ | ------------------------- |
| Nr                                                 | Kolarz                         | Miejsce                   |
| 211                                                | Tadej Pogačar (SLO) (szosa)    | 3.                        |
| 212                                                | Isaac Del Toro (MEX)           | 13.                       |
| 213                                                | Vegard Stake Laengen (NOR)     | 169.                      |
| 214                                                | Jhonatan Narváez (ECU) (szosa) | 85.                       |
| 215                                                | Domen Novak (SLO) (szosa)      | DNF                       |
| 216                                                | Nils Politt (GER)              | 134.                      |
| 217                                                | Tim Wellens (BEL)              | 106.                      |
| Dyrektor sportowy : Andrej Hauptman, Marco Marzano |                                |                           |

| Uno-X Mobility UXM                | Uno-X Mobility UXM               | Uno-X Mobility UXM |
| --------------------------------- | -------------------------------- | ------------------ |
| Nr                                | Kolarz                           | Miejsce            |
| 221                               | Magnus Cort Nielsen (DEN)        | 6.                 |
| 222                               | Jonas Abrahamsen (NOR)           | 135.               |
| 223                               | Fredrik Dversnes (NOR)           | 56.                |
| 224                               | Markus Hoelgaard (NOR) (szosa)   | 59.                |
| 225                               | Anders Halland Johannessen (NOR) | 117.               |
| 226                               | Tobias Halland Johannessen (NOR) | 39.                |
| 227                               | Anders Skaarseth (NOR)           | 122.               |
| Dyrektor sportowy : Gabriel Rasch |                                  |                    |

| VF Group-Bardiani CSF-Faizanè VBF                        | VF Group-Bardiani CSF-Faizanè VBF | VF Group-Bardiani CSF-Faizanè VBF |
| -------------------------------------------------------- | --------------------------------- | --------------------------------- |
| Nr                                                       | Kolarz                            | Miejsce                           |
| 231                                                      | Filippo Fiorelli (ITA)            | 69.                               |
| 232                                                      | Martin Marcellusi (ITA)           | 124.                              |
| 233                                                      | Alessio Martinelli (ITA)          | 113.                              |
| 234                                                      | Luca Paletti (ITA)                | 111.                              |
| 235                                                      | Vicente Rojas (CHI)               | 77.                               |
| 236                                                      | Manuele Tarozzi (ITA)             | 101.                              |
| 237                                                      | Filippo Turconi (ITA)             | 161.                              |
| Dyrektor sportowy : Alessandro Donati, Roberto Reverberi |                                   |                                   |

| XDS Astana Team XAT                                   | XDS Astana Team XAT           | XDS Astana Team XAT |
| ----------------------------------------------------- | ----------------------------- | ------------------- |
| Nr                                                    | Kolarz                        | Miejsce             |
| 241                                                   | Alberto Bettiol (ITA) (szosa) | 57.                 |
| 242                                                   | Davide Ballerini (ITA)        | 55.                 |
| 243                                                   | Jewgienij Fiodorow (KAZ)      | 68.                 |
| 244                                                   | Mike Teunissen (NED)          | 11.                 |
| 245                                                   | Diego Ulissi (ITA)            | 67.                 |
| 246                                                   | Simone Velasco (ITA)          | 22.                 |
| 247                                                   | Nicolas Winokurow (KAZ)       | 143.                |
| Dyrektor sportowy : Aleksandr Szefier, Stefano Zanini |                               |                     |

Legenda: DNF – nie ukończył etapu, OTL – przekroczył limit czasu, DNS – nie wystartował do etapu, DSQ – zdyskwalifikowany.

## Klasyfikacja generalna
| \| Klasyfikacja generalna \| Klasyfikacja generalna \| Klasyfikacja generalna \| Klasyfikacja generalna \| Klasyfikacja generalna \| \| Kolarz \| Kolarz \| Państwo \| Drużyna \| Czas \| \| ---------------------- \| ---------------------- \| ---------------------- \| -------------------------- \| ---------------------- \| \| 1. \| Mathieu van der Poel \| Holandia \| Alpecin-Deceuninck \| 6h 22' 53" \| \| 2. \| Filippo Ganna \| Włochy \| Ineos Grenadiers \| + 0" \| \| 3. \| Tadej Pogačar \| Słowenia \| UAE Team Emirates XRG \| + 0" \| \| 4. \| Michael Matthews \| Australia \| Team Jayco AlUla \| + 43" \| \| 5. \| Kaden Groves \| Australia \| Alpecin-Deceuninck \| + 43" \| \| 6. \| Magnus Cort Nielsen \| Dania \| Uno-X Mobility \| + 43" \| \| 7. \| Mads Pedersen \| Dania \| Lidl-Trek \| + 43" \| \| 8. \| Olav Kooij \| Holandia \| Team Visma \\| Lease a Bike \| + 43" \| \| 9. \| Matteo Trentin \| Włochy \| Tudor Pro Cycling Team \| + 43" \| \| 10. \| Fred Wright \| Wielka Brytania \| Bahrain Victorious \| + 43" \| \| 11. \| Mike Teunissen \| Holandia \| XDS Astana Team \| + 43" \| \| 12. \| Corbin Strong \| Nowa Zelandia \| Israel-Premier Tech \| + 43" \| \| 13. \| Isaac Del Toro \| Meksyk \| UAE Team Emirates XRG \| + 43" \| \| 14. \| Biniam Girmay \| Erytrea \| Intermarché-Wanty \| + 43" \| \| 15. \| Alex Aranburu \| Hiszpania \| Cofidis \| + 43" \| \| 16. \| Ben Tulett \| Wielka Brytania \| Team Visma \\| Lease a Bike \| + 43" \| \| 17. \| Mikkel Frølich Honoré \| Dania \| EF Education-EasyPost \| + 43" \| \| 18. \| Edoardo Zambanini \| Włochy \| Bahrain Victorious \| + 43" \| \| 19. \| Maxim Van Gils \| Belgia \| Red Bull-Bora-Hansgrohe \| + 43" \| \| 20. \| Jon Barrenetxea \| Hiszpania \| Movistar Team \| + 43" \| |                       |                 |                            |            |
| |                       |                 |                            |            |
| Źródło: ProCyclingStats |                       |                 |                            |            |
| Klasyfikacja generalna |                       |                 |                            |            |
| Kolarz | Kolarz                | Państwo         | Drużyna                    | Czas       |
| 1. | Mathieu van der Poel  | Holandia        | Alpecin-Deceuninck         | 6h 22' 53" |
| 2. | Filippo Ganna         | Włochy          | Ineos Grenadiers           | + 0"       |
| 3. | Tadej Pogačar         | Słowenia        | UAE Team Emirates XRG      | + 0"       |
| 4. | Michael Matthews      | Australia       | Team Jayco AlUla           | + 43"      |
| 5. | Kaden Groves          | Australia       | Alpecin-Deceuninck         | + 43"      |
| 6. | Magnus Cort Nielsen   | Dania           | Uno-X Mobility             | + 43"      |
| 7. | Mads Pedersen         | Dania           | Lidl-Trek                  | + 43"      |
| 8. | Olav Kooij            | Holandia        | Team Visma \| Lease a Bike | + 43"      |
| 9. | Matteo Trentin        | Włochy          | Tudor Pro Cycling Team     | + 43"      |
| 10. | Fred Wright           | Wielka Brytania | Bahrain Victorious         | + 43"      |
| 11. | Mike Teunissen        | Holandia        | XDS Astana Team            | + 43"      |
| 12. | Corbin Strong         | Nowa Zelandia   | Israel-Premier Tech        | + 43"      |
| 13. | Isaac Del Toro        | Meksyk          | UAE Team Emirates XRG      | + 43"      |
| 14. | Biniam Girmay         | Erytrea         | Intermarché-Wanty          | + 43"      |
| 15. | Alex Aranburu         | Hiszpania       | Cofidis                    | + 43"      |
| 16. | Ben Tulett            | Wielka Brytania | Team Visma \| Lease a Bike | + 43"      |
| 17. | Mikkel Frølich Honoré | Dania           | EF Education-EasyPost      | + 43"      |
| 18. | Edoardo Zambanini     | Włochy          | Bahrain Victorious         | + 43"      |
| 19. | Maxim Van Gils        | Belgia          | Red Bull-Bora-Hansgrohe    | + 43"      |
| 20. | Jon Barrenetxea       | Hiszpania       | Movistar Team              | + 43"      |